# Sonic Advance 2
Sonic Advance 2 (ソニックアドバンス２?, Sonikku Adobansu Tsū) è un videogioco a piattaforme per il Game Boy Advance facente parte della serie Sonic the Hedgehog, il quale è stato sviluppato da Sonic Team e Dimps e distribuito da SEGA in Giappone e da THQ nel resto del mondo.
Il videogioco è stato pubblicato il 19 dicembre 2002 in Giappone, il 10 marzo 2003 in Nord America e 28 marzo 2003 in Europa.
Ufficialmente nono capitolo principale della serie, diretto seguito di Sonic Advance e secondo videogioco della saga uscito esclusivamente su Game Boy Advance, Sonic Advance 2 introduce per la prima volta nella serie il personaggio principale Cream the Rabbit.

## Trama
Il malvagio Dr. Eggman sta catturando gli animali delle foreste al fine di trasformarli in robot. Eggman ha anche rapito gli amici di Sonic: Tails, Knuckles ed Amy.
Così Sonic decide di fermare il suo arcinemico, liberare i suoi amici, raccogliere i Chaos Emerald e salvare una dolce coniglietta chiamata Cream the Rabbit e, nell'ultimo livello, anche sua madre.

## Personaggi
All'inizio del gioco solo Sonic sarà possibile utilizzare, ma mentre si avanza con il gioco gli altri personaggi saranno sbloccati.
Lo sblocco dei personaggi coincide con la liberazione da parte di Sonic di essi nel corso del gioco.

### Gruppo di Sonic
- Sonic the Hedgehog

Sonic è il più veloce del gioco ed è il protagonista. La sua abilità consiste nell'utilizzare uno scudo con il tasto A e di fare una capriola con il tasto B.
- Miles "Tails" Prower

Tails è il migliore amico di Sonic. Con il tasto A la si fa muovere la coda, mentre il tasto B la fa volare per 8 secondi.
- Knuckles the Echidna

Knuckles è un amico, ma anche rivale di Sonic. Premendo il tasto A lo si fa eseguire il suo caratteristico scivolamento, mentre con il tasto B lo si fa eseguire un pugno.
- Amy Rose

Amy viene sbloccata solo quando gli altri quattro personaggi hanno raccolto i sette Chaos Emerald.

### L'introduzione di Cream
Come già citato, il gioco introduce per la prima volta Cream (erroneamente scritto anche Creamy) come personaggio giocabile.
Cream the Rabbit è una coniglietta che appare dopo aver sconfitto il boss della zona Leaf Forest, ove viene salvata da Sonic, poiché è stata rapita da Eggman. Cream è accompagnata da un Chao di nome Cheese, il suo animaletto domestico. I nomi di Cream (crema) e Cheese (formaggio) sono basati sulla parola cream cheese, che in inglese significa formaggio spalmabile.
Dopo che Sonic ha raccolto tutti i Chaos Emerald e quindi avere la possibilità di trasformarsi in Super Sonic, Dr. Eggman rapisce anche l'adorata madre di Cream, Vanilla, che Super Sonic provvederà a libere (vedi il paragrafo conclusione del gioco).
Cream, dopo la sua prima apparizione, diverrà uno dei personaggi principali e ricorrenti nella serie.
I livelli si dividono in zone, che a sua volta sono divise in act. Ogni zona si conclude con una battaglia contro un robot di Dr. Eggman, che vengono definiti boss.

## Conclusione del gioco
Dopo aver superato la zona XX (dove il giocatore si ritrova a sconfiggere tutti i boss delle zone precedenti ed il boss finale) viene mostrato al giocatore un video con i crediti del gioco. Ciò può far pensare che il gioco sia finito, mentre in realtà non è totalmente concluso.
Per concludere totalmente il gioco è necessario raccogliere i Chaos Emerald in modo per avere accesso alla vera zona finale del gioco, la "True Area 53", il cui scopo è liberare Vanilla, la madre di Cream.
La True Area 53 si apre con un video dove c'è la madre di Cream che viene all'improvviso risucchiata sotto gli occhi della figlia e, ovviamente, Cream si mette a piangere. Per salvare la madre Sonic fa ricorso ai Chaos Emerald e così trasforma in Super Sonic.
Terminata la True Area 53 si scopre, tramite un video, che Vanilla the Rabbit è stata messa in una capsula dal Dr. Eggman e terminato il video vengono mostrati i crediti. I crediti sono inframmezzati da immagini dove si vede Cream abbracciare la mamma.